# Torneo di scacchi

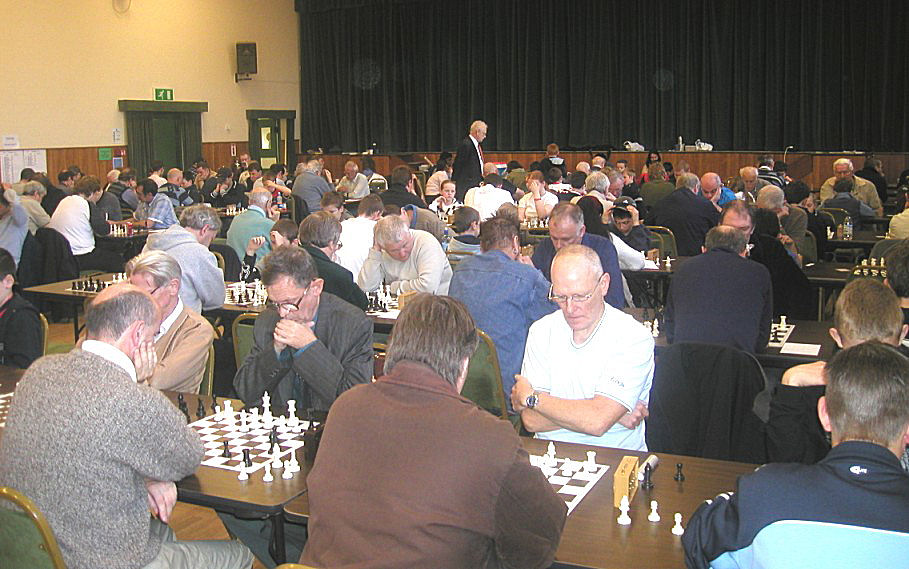
Un torneo di scacchi giocato a Ormskirk nel 2005

Un torneo di scacchi è una competizione in cui si giocano partite di scacchi tra un certo numero di partecipanti allo scopo di determinare un vincitore. Il torneo può essere individuale o a squadre. Tra i tornei individuali più importanti si possono citare il torneo di Linares, il torneo di Wijk aan Zee e il torneo di Hastings. Tra i tornei a squadre quello più importante è certamente l'Olimpiade degli scacchi, che si svolge attualmente con cadenza biennale.
I tornei sono organizzati dalle Federazioni nazionali in base a norme stabilite dalla FIDE (Federazione scacchistica internazionale).
Nonostante gli scacchi moderni risalgano al XV secolo, il primo torneo internazionale si è svolto a Londra nel 1851. Organizzato col sistema degli incontri ad eliminazione diretta, vide vincitore il tedesco Adolf Anderssen. Il primo torneo locale di cui si ha notizia è stato giocato a Leeds nel 1841. È da notare che in entrambi questi tornei non era ancora previsto l'uso dell'orologio per limitare il tempo a disposizione di ciascun giocatore (veniva a volte usata una clessidra). Nei dieci anni successivi si svolsero tornei internazionali a Berlino, Parigi, Manchester, Birmingham, San Francisco e Vienna. Dopo la fine della seconda guerra mondiale si svolgevano alcune decine di tornei internazionali all'anno e attualmente sono oltre mille.

## Regole

### Orologio
Nei tornei di scacchi ogni partita di ogni turno è scandita da un orologio. L'orologio è solitamente fornito di due quadranti e due pulsanti, uno per giocatore, il cui cronometro viene avviato al bloccarsi dell'altro. Un giocatore deve premere il pulsante per bloccare il proprio quadrante con la stessa mano con cui esegue la mossa. Allo scadere del tempo di uno dei due contendenti, la partita viene dichiarata persa o viene assegnata una patta.

### L'esecuzione della mossa
Secondo il regolamento internazionale un pezzo deve essere mosso con una sola mano (ad esempio non è consentito catturare un pezzo con una mano e muovere il pezzo che la cattura con l'altra). Il primo dei propri pezzi che viene toccato viene considerato un pezzo mosso, tranne nel caso di evidente tocco casuale o di j'adoube (in italiano acconcio). Lo j'adoube permette soltanto a chi ha il tratto di sistemare i pezzi sulla scacchiera, a patto di avvertire preventivamente l'avversario. Una volta scelto il pezzo che deve essere mosso, quest'ultimo può cambiare casella finché il pezzo non viene rilasciato completamente dal giocatore. Quando viene definitivamente rilasciato dal giocatore, un pezzo non può essere ulteriormente cambiato di posizione (se la mossa eseguita è legale) e la mossa si considera eseguita.

### Annotazione delle mosse
Nei tornei a cadenza classica le mosse eseguite da entrambi i giocatori devono essere scritte mossa dopo mossa e in notazione algebrica su un apposito formulario, che verrà consegnato all'arbitro alla conclusione della partita. Non è obbligatorio nei tornei rapid o blitz.

### Risultato
I tornei di scacchi assegnano tradizionalmente un punto (1) in classifica a chi vince la partita, mezzo punto (½) ai giocatori che pattano la partita e zero (0) a chi perde. Alcuni tornei possono adottare una diversa assegnazione dei punti, uno di questi è il Norway Chess, che assegna due punti (2) alla vittoria, un punto e mezzo (1,5) alla vittoria dopo spareggio armageddon, zero (0) alla sconfitta.

### Arbitro
Ogni torneo prevede necessariamente la presenza di uno o più arbitri che regolano la competizione. Per i tornei internazionali almeno uno degli arbitri deve essere Arbitro Internazionale. L'arbitro decide gli accoppiamenti e vigila sull'osservanza delle regole stabilite per il torneo. Nel caso di infrazioni, l'arbitro può prendere uno o più dei seguenti provvedimenti:
- richiamare il giocatore inadempiente;
- aumentare il tempo a disposizione dell'avversario;
- diminuire il tempo a disposizione del giocatore inadempiente;
- dichiarare persa una partita;
- espulsione dal torneo nei casi più gravi.

### Aggiornamento
Quando i tempi di gioco erano più lunghi di quelli attuali, se una partita era ancora in corso alla fine prevista per quel turno, veniva sospesa per continuare nel turno successivo o il giorno dopo. Il giocatore che ha il tratto scrive la sua mossa sul proprio formulario, senza comunicarla a nessuno, quindi i formulari vengono chiusi in una busta sigillata che viene consegnata all'arbitro, la quale verrà aperta solo alla ripresa del gioco. In questo modo, chi ha il tratto termina il proprio turno, ma l'avversario non è al corrente della mossa (ormai già decisa e irrevocabile) e nessuno dei due può avvantaggiarsi nell'analisi. Alla ripresa, l'arbitro esegue la "mossa sigillata" e il tratto passa nuovamente all'avversario.
La pratica è caduta in disuso a causa del progresso tecnologico che ha introdotto la possibilità di analizzare la partita con i motori scacchistici oltre alla possibilità di comunicare velocemente con qualsiasi persona a qualsiasi distanza del globo. Tuttavia è ancora disciplinata dal regolamento internazionale.

### Quickplay finish
Il quickplay finish è una regola dei tornei a cadenza classica o rapid in cui si gioca senza incremento, per stabilire il risultato di una partita allo scadere del tempo. Uno dei due giocatori con meno di due minuti sull'orologio può richiedere la patta all'arbitro, se ritiene che l'avversario non può o non stia facendo nulla per vincere la partita. L'arbitro può accettare la richiesta di patta, ma può anche rifiutarla, ritenendo che non ci siano gli estremi per dichiarare la partita patta, oppure può semplicemente rimandare la decisione. Nel caso in cui si posticipi la decisione, la partita continuerà sotto la stretta osservazione del giudice di gara e con un abbuono di due minuti al cronometro dell'avversario di colui che fa la richiesta. Alla caduta della bandierina (o allo scadere del tempo) di uno dei due contendenti, o poco dopo, l'arbitro stabilirà se la partita è da considerarsi patta. Tuttavia il quickplay finish introduce troppa discrezionalità da parte dell'arbitro, con relative polemiche. Oggi tornei con questa regola si vedono sempre più raramente grazie all'introduzione dell'orologio elettronico e dell'incremento.

## Gioco a tempo

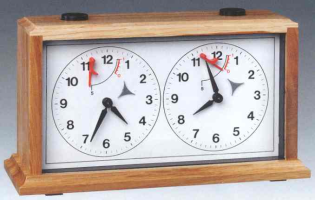
Un tipico orologio per scacchi analogico

Il gioco a tempo prevede un tempo di riflessione limitato messo a disposizione di ogni giocatore, misurato con un orologio specifico per il gioco degli scacchi. Il cronometro è stato introdotto per la prima volta nel match Anderssen–Kolisch del 1861, e in torneo a Londra nel 1862. In entrambi i casi veniva usata una clessidra per ciascun giocatore. Veri e propri orologi, indipendenti per ciascun giocatore, furono introdotti nel match Anderssen–Steinitz del 1866. L'orologio per scacchi come lo conosciamo è stato impiegato per la prima volta nel torneo di Londra 1883. All'epoca era diffusa la cadenza di 24 mosse ogni due ore e la partita durava mediamente cinque ore.
Secondo il regolamento FIDE, a seconda del tempo di riflessione le partite si distinguono in:
- Tempo lungo (Standard o Classic): partite con un tempo di riflessione di 60 minuti o più per giocatore.[16] Nei principali tornei accreditati dalla FIDE si utilizza una cadenza standard di 90 minuti a testa per le prime 40 mosse con un'aggiunta di 30 minuti al termine della 40ª mossa ed un incremento di tempo di 30 secondi per ogni mossa. Con tale cadenza le partite hanno una durata massima complessiva di circa 6 ore.[17].
- Gioco rapido (Rapid): la cadenza di gioco prevede un tempo di riflessione[16] superiore ai 10 minuti e inferiore ai 60 minuti per giocatore[18].
- Lampo (Blitz): la cadenza di gioco prevede un tempo di riflessione[16] pari o inferiore ai 10 minuti per giocatore.[19]

## Tipi di torneo
I tornei possono essere organizzati, per quanto riguarda gli accoppiamenti, con vari sistemi (o formati), i principali sono i seguenti:
- ad eliminazione diretta (knock out in inglese): nel primo turno due giocatori giocano una o più partite (generalmente almeno due) e solo il vincitore ha accesso al turno successivo. Questo sistema è attualmente poco usato, avendo come principale inconveniente il fatto che, in ragione della casualità degli accoppiamenti, già al primo turno possono essere eliminati giocatori di considerevole livello di gioco.
- girone all'italiana (round robin in inglese): ogni giocatore incontra almeno una volta tutti gli altri partecipanti. Se i giocatori si incontrano una sola volta il torneo viene detto "a girone unico", se si incontrano due volte (sia col bianco che col nero) il torneo viene detto "a doppio girone" o "a doppio turno", e così via (triplo turno, ecc.). È adatto a tornei con numero contenuto di giocatori. Un tipico torneo all'italiana a girone unico è il torneo di Capodanno di Reggio Emilia, mentre il torneo di Linares è a doppio girone.
- sistema svizzero:  è adatto per tornei con un grande numero di partecipanti. Gli accoppiamenti vengono fatti in base alla classifica progressiva. Per determinare gli accoppiamenti del primo turno si dividono i partecipanti in due scaglioni in base al punteggio Elo, dopodiché il primo classificato del primo scaglione gioca col primo classificato del secondo, e così via. Negli altri turni si incontrano, per quanto possibile, i giocatori con pari punteggio. Nel caso i giocatori siano in numero dispari si ricorre all'espediente di assegnare un punto per forfait al giocatore che non ha l'avversario. La gran maggioranza dei tornei open e dei festival è organizzata con questo sistema.
- sistema Scheveningen:  è usato spesso per incontri tra due squadre. Ciascun giocatore di una squadra incontra almeno una volta ciascun giocatore dell'altra squadra. Prende il nome dal torneo di Scheveningen 1923, organizzato per dare l'opportunità a dieci giocatori olandesi di misurarsi con dieci forti giocatori esteri.

## Categoria dei tornei
La FIDE classifica i tornei magistrali in base al punteggio Elo medio dei partecipanti.
La categoria I si applica ai tornei nei quali la media Elo è compresa tra 2251 a 2275 punti. Per ogni intervallo successivo di 25 punti si ha una successiva categoria. 
| Cat. | Elo       |
| ---- | --------- |
| I    | 2251 2275 |
| II   | 2276 2300 |
| III  | 2301 2325 |
| IV   | 2326 2350 |
| V    | 2351 2375 |

| Cat. | Elo       |
| ---- | --------- |
| VI   | 2376 2400 |
| VII  | 2401 2425 |
| VIII | 2426 2450 |
| IX   | 2451 2475 |
| X    | 2476 2500 |

| Cat. | Elo       |
| ---- | --------- |
| XI   | 2501 2525 |
| XII  | 2526 2550 |
| XIII | 2551 2575 |
| XIV  | 2576 2600 |
| XV   | 2601 2625 |

| Cat.  | Elo       |
| ----- | --------- |
| XVI   | 2626 2650 |
| XVII  | 2651 2675 |
| XVIII | 2676 2700 |
| XIX   | 2701 2725 |
| XX    | 2726 2750 |

| Cat.  | Elo       |
| ----- | --------- |
| XXI   | 2751 2775 |
| XXII  | 2776 2800 |
| XXIII | 2801 2825 |

Lo Zurich Chess Challenge 2014, con una media Elo di 2800,67,  è stato il primo di cat. XXIII (vinse Magnus Carlsen); si trattava di un doppio girone all'italiana con l'andata a cadenza classica e ritorno rapid. Per i tornei interamente con cadenza classica l'unico di categoria XXIII è stato finora la seconda edizione della Sinquefield Cup, giocata a Saint Louis dal 27 agosto al 7 settembre 2014, in cui la media Elo dei sei partecipanti è stata di 2802 punti. Il torneo è stato vinto da Fabiano Caruana, che si è aggiudicato la vittoria con due turni di anticipo.
La finale del Grande Slam di Bilbao 2008, con una media Elo di 2775,6 punti, è stato il primo torneo di cat. XXII (vinse Veselin Topalov).
Il primo a raggiungere la cat. XXI è stato il torneo di Las Palmas 1996, a doppio girone tra i sei più forti giocatori di allora. Vinse Kasparov davanti ad Anand, Kramnik, Topalov, Karpov e Ivančuk. La media Elo era di 2757 punti.